# Librizzi
Librizzi ist eine Stadt der Metropolitanstadt Messina in der Region Sizilien in Italien mit 1566 Einwohnern (Stand 31. Dezember 2023).

## Lage und Daten
Librizzi liegt 73 Kilometer südwestlich von Messina im nebrodischen Gebirge. Die Einwohner arbeiten hauptsächlich in der Landwirtschaft.
Die Ortsteile sind Colla Maffone, Murmari und Nasidi.
Die Nachbargemeinden sind: Montagnareale, Montalbano Elicona, Patti, San Piero Patti und Sant’Angelo di Brolo.

## Geschichte
Der Ort wurde 1392 gegründet von der adligen Familie Collorafi.

## Sehenswürdigkeiten
Die Pfarrkirche enthält eine Statue von Gaginis.